# Xu Beihong
Xu Beihong (徐悲鴻T, 徐悲鸿S, Xú BēihóngP; Yixing, 19 luglio 1895 – Pechino, 26 settembre 1953) è stato un pittore cinese.

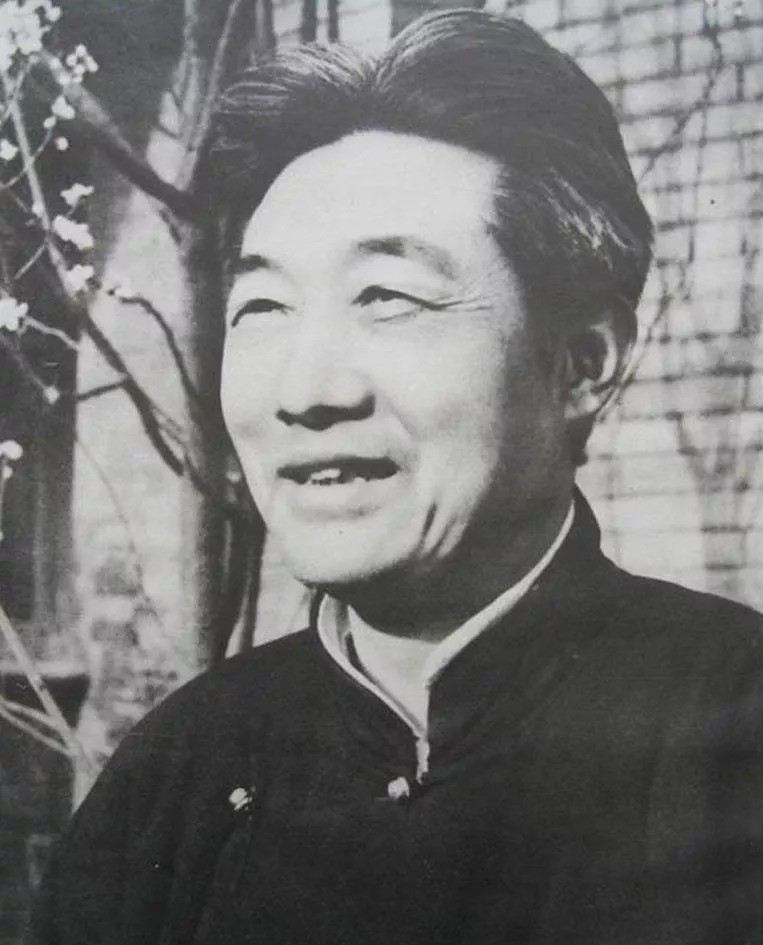
Xu Beihong

Conosciuto soprattutto per i suoi shuimohua di cavalli e uccelli, dipinti a inchiostro cinese, e menzionato come uno dei primi artisti cinesi ad articolare il bisogno delle espressioni artistiche in modo da riflettere una nuova Cina moderna all'inizio del XX secolo, è considerato come uno dei primi a creare dipinti a olio monumentale con temi epici cinesi - un'esibizione della sua alta competenza in una tecnica essenziale dell'arte occidentale.

## Biografia
Xu iniziò a studiare le opere classiche cinesi e la calligrafia tradizionale con il padre Xu Dazhang quando aveva sei anni, mentre la pittura cinese all'età di nove anni. Nel 1915 si trasferì a Shanghai dove visse dedicandosi al commercio. Si trasferì in seguito a Tokyo, nel 1917, per studiare arte. Quando tornò nuovamente in Cina, iniziò ad insegnare alla scuola d'arte dell'Università di Pechino su invito del Cai Yuanpei. A partire dal 1919 egli studiò all'estero a Parigi presso l'École Nationale Supérieure des Beaux-Arts, dove apprese la pittura a olio e il disegno. I suoi viaggi in giro per l'Europa occidentale permisero di osservare e imitare le tecniche dell'arte occidentale. Tornato in Cina nel 1927, per due anni (dal 1927 al 1929) ottenne un numero di posti istituzionali, tra cui l'insegnamento al National Central University (oggi Nanjing University) presso l'ex capitale Nanjing.
Nel 1933 Xu organizzò una mostra di pittura moderna cinese viaggiando in Francia, Germania, Belgio, Italia e Unione Sovietica. Durante la seconda guerra mondiale si diresse nel sud-est asiatico tenendo mostre a Singapore e in India. Tutti i proventi di queste mostre erano destinate ai cinesi, i quali stavano soffrendo la povertà a causa della guerra.
In seguito alla fondazione della Repubblica Popolare Cinese, nel 1949, Xu divenne presidente della Accademia Centrale di Belle Arti (Central Academy of Fine Arts) e presidente del Chinese Artists' Association.
Xu ha ricevuto il massimo sostegno da parte di collezionisti d'arte in tutta l'Asia. Tra il 1939 e il 1941, tenne mostre personali a Singapore, in India e in Malesia (Penang, Kuala Lumpur e Ipoh) per contribuire a raccogliere fondi per sostenere lo sforzo bellico a soccorso della Cina. In una mostra a beneficio della guerra nel marzo 1939, ottenne una mostra collettiva con la pittura ad inchiostro cinese con i maestri della pittura Ren Bonian (cinese semplificato: 任年伯; pinyin: Ren Bónián) e Qi Baishi (cinese semplificato: 齐白石; pinyin: Qi Baishi), ed espose in mostra 171 opere d'arte presso il Victoria Memorial Hall.
Inoltre incontrò luminari come Rabindranath Tagore e il Mahatma Gandhi durante la sua permanenza in India, ottenendo in tal modo le sue fonti di ispirazione che lo condussero alla creazione di opere iconiche come l'esteso 4.21m Il vecchio uomo stolto che rimosse le montagne, il dipinto in mostra presso il SAM. Opere come Poema delle Sei Dinastie, Ritratto della signora Jenny e Posa il tuo scudiscio sono state create anche durante il suo soggiorno nel sud-est asiatico. Il direttore del SAM Kwok Kian Chow sostenne che il nome di Xu era in cima alla lista nell'arte asiatica del realismo moderno e le sue connessioni con le varie parti dell'Asia e dell'Europa iniziarono un nuovo capitolo delle narrazioni storiche, di scambi e di influenze di estetica e di idee nell'arte.
Xu morì d'infarto nel 1953. Dopo la sua morte fu fondato il Xu Beihong Museum nella sua casa a Pechino.

## La produzione artistica
Xu Beihong era un maestro di oli e di inchiostro cinese. La maggior parte delle sue opere, tuttavia, erano in stile cinese tradizionale. Nei suoi sforzi per creare una nuova forma d'arte nazionale, unì la tradizione del pennello cinese con le sue tecniche ad inchiostro con la prospettiva e i metodi di composizione occidentali. Egli operò una valida integrazione tra la pennellata solida e sfrontata con la precisa definizione della forma. Come insegnante d'arte sostenne la subordinazione della tecnica alla concezione artistica sottolineando l'importanza delle esperienze dell'artista durante la vita. Di tutti i pittori dell'epoca moderna, si può tranquillamente dire che Xu Beihong è l'unico pittore maggiormente responsabile per la direzione intrapresa nel mondo dell'arte moderna cinese. Le politiche innescate da Xu, all'inizio dell'era comunista continuano a controllare non solo la politica ufficiale del governo verso le arti, ma a dirigere la direzione generale adottata nei vari collegi artistici e nelle università di tutta la Cina.
Xu spinse costantemente i confini delle arti visive con le nuove tecniche e l'estetica prettamente internazionali nel tentativo di reinventare l'arte cinese. In realtà, la sua influenza si estese oltre la Cina nei primi anni del ventesimo secolo. Molti artisti pionieri di Singapore come Hsi Chen Wen, Lee Man Fong e Chen Chong Swee videro in lui un mentore e un meritevole alla pari, condividendo il suo sostegno per osservare da vicino la natura e iniettare il realismo nella pittura cinese.

### Controversia
Nel 2008, due vasi in ceramica dipinta dal pittore cinese Xu Beihong furono al centro di un braccio di ferro legale, tra il promotore della mostra blockbuster dal titolo Xu Beihong In Nanyang, presso il Singapore Art Museum, e gli amici di famiglia di Xu. Nella loro dichiarazione, i discendenti dei recenti collezionisti d'arte Huang Man Shi e Huang Meng Gui, fratelli e buoni amici di Xu, diedero i vasi e alcuni dei dipinti dell'artista al signor Jack Bonn, un mercante d'arte di Hong Kong nel dicembre 2006, per essere venduti all'asta presso la casa d'aste Christie's di Hong Kong nel maggio 2007. I vasi alti 18 centimetri furono realizzati nel 1940 e intitolati Ballerini malese e Orchidee. Questi oggetti dovevano essere restituiti ai discendenti se le aste non si fossero concluse con l'incanto. Invece, i vasi andarono in mostra presso il museo senza la previa autorizzazione dai proprietari originali. L'amministrazione del museo non era a conoscenza di eventuali implicazioni legali che circondavano i manufatti durante la preparazione della mostra Xu Beihong. Fu solo dopo la fine della mostra nel luglio 2008, che esso ricevette l'avviso del procedimento giudiziario per recuperare i vasi da Jack Bonn. Nel frattempo, il prestigioso museo ottenne la custodia dei vasi fino alla fine del procedimento. Il 12 marzo 2009 i vasi sono stati debitamente trasferiti a Singapore presso lo studio discendente dei fratelli Huang.